# Jan Kohout

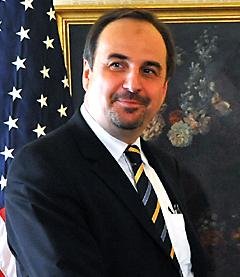
Jan Kohout

Jan Kohout (* 29. März 1961 in Pilsen) ist ein tschechischer Diplomat und Politiker. Er war zweimal Außenminister der Tschechischen Republik.

## Leben
Kohout studierte an der Philosophischen Fakultät der Karls-Universität und schloss das Studium 1984 ab. Er war von 1986 bis 1989 Mitglied der Kommunistischen Partei. Inzwischen ist er Mitglied der Sozialdemokratischen Partei (ČSSD). Von 2002 bis 2004 fungierte Kohout als erster Stellvertreter des Außenministers. 2004 bis 2008 war er in Brüssel Botschafter Tschechiens bei der EU und übernahm anschließend erneut das Amt des ersten Stellvertreters des Außenministers Karel Schwarzenberg. Vom 8. Mai 2009 bis 13. Juli 2010 war Kohout als parteiloser Außenminister in der Regierung Jan Fischer und übernahm in dieser Funktion vom 9. Mai bis 30. Juni 2009 auch den Ratsvorsitz im Rat für Allgemeine Angelegenheiten. Vom 10. Juli 2013 bis 29. Januar 2014 war er erneut Außenminister in der Regierung Jiří Rusnok.
Kohout war 2005 kurzzeitig als Nachfolger für den zurückgetretenen Ministerpräsidenten Stanislav Gross im Gespräch. Letztlich zogen die Sozialdemokraten für dieses Amt jedoch Jiří Paroubek vor.
Am 16. Juni 2016 wurde Kohout Träger des Ordens der Eichenkrone.
Kohout ist geschieden, hat einen Sohn und eine Tochter.